# Cargolet bigotut meridional
El cargolet bigotut meridional (Pheugopedius genibarbis) és un ocell de la família dels troglodítids (Troglodytidae).

## Hàbitat i distribució
Viu als boscos clars i vegetació secundària de les terres baixes del sud-est del Perú, nord i est de Bolívia i Brasil amazònic i oriental cap al sud fins Mato Grosso i Rio de Janeiro.